# Penisola Bermel
La penisola Bermel è una penisola lunga circa 24 km in direzione ovest-est e larga 11, situata sulla costa orientale della Terra di Graham, in Antartide. Completamente ricoperta dai ghiacci, la penisola si trova in particolare sulla costa di Bowman, dove si estende nel mare di Weddell separando l'insenatura di Solberg, a nord, dall'insenatura Mobiloil, a sud, e dove vede le sue coste, particolarmente completamente occupate dai ghiacci della piattaforma glaciale Larsen C. La penisola raggiunge un'altezza di 1670 m s.l.m. in corrispondenza della vetta delle creste Bowditch.

## Storia
Così come la vicina penisola Joerg, anche la penisola Bermel fu scoperta e parzialmente fotografata sia nel volo esplorativo effettuato da Hubert Wilkins nel 1928, sia durante quello effettuato da Lincoln Ellsworth nel 1935  dall'isola Dundee al mare di Ross, e nel 1937 fu mappata da W. L. G. Joerg  sulla base dei rilevamenti di Ellsworth. La penisola fu fotografata nella sua interezza durante il volo di ricognizione effettuato il 30 dicembre 1940 nel corso della spedizione del Programma Antartico degli Stati Uniti d'America svolta nel 1939-41 al comando di Richard Evelyn Byrd. In seguito, essa fu completamente cartografata grazie a ricognizioni terrestri svolte sia da membri della Spedizione antartica di ricerca Ronne, condotta nel 1947-48 al comando di Finn Rønne, sia del British Antarctic Survey, al tempo ancora chiamato "Falkland Islands Dependencies Survey" (FIDS). Nota come "The Rock Pile" dal 1947, nel 1993 il Comitato britannico per i toponimi antartici raccomandò di chiamare la formazione con il suo attuale nome in onore di Peter F. Bermel, membro del Comitato consultivo dei nomi antartici dal 1979 al 1993 e direttore dello stesso dal 1993 al 1994.